# Virieu
Virieu – miejscowość i dawna gmina we Francji, w regionie Owernia-Rodan-Alpy, w departamencie Isère. W 2013 roku populacja ówczesnej gminy wynosiła 1128 mieszkańców. 
W dniu 1 stycznia 2019 roku z połączenia dwóch ówczesnych gmin – Panissage oraz Virieu – powstała nowa gmina Val-de-Virieu. Siedzibą gminy została miejscowość Virieu. 